# Гончарні глини
Гончарні глини — різновид гірської породи, — глини, придатні для гончарного виробництва.

## Склад
Це каолінітові осадові глини, які зазвичай складаються з 20–80 % каолініту, 10–25 % слюди, 6–65 % кварцу.

## Властивості
Гончарні глини — це глини, що мають високу пластичність, здатність після висушування та спікання давати щільний черепок. Завдяки цьому використовуються для виготовлення посуду й декоративних гончарних виробів.

Основними властивостями гончарних глин є: висока пластичність (число пластичності — 15-30); здатність після висушування та спікання (при температурі до 1350°) давати щільний черепок; відсутність шкідливих домішок, які зумовлюють тріщинуватість і значну усадку.

## Гончарні глини в Україні
В Україні гончарні глини виявлені у багатьох місцях.

Вони поширені у Чернігівській, Київській, Полтавській, Харківській, Сумській, Донецькій та ін. областях.